# Пламя преданности
«Пламя преданности» (яп. 執炎, сюэн; в прокате СССР — «Пламя верности»; англ. The Flame of Devotion) — японский чёрно-белый фильм-драма, поставленный режиссёром Корэёси Курахарой в 1964 году. Фильм снят по произведению Сёко Камо. Кинолента была официальным участником фестиваля искусств 1964 года.

## Сюжет
Двенадцатилетний Такудзи и десятилетняя Киёно впервые встретились в начале 1930-х годов на берегу моря. Тогда девочка лишь посмеялась над озорным подростком, обозвав его «коротконосым». Прошли годы, и их следующая встреча подарит им любовь. Такудзи уже двадцать, он сын лидера рыбацкой артели. Киёно из клана отшельников, что живут в горной деревушке. Казалось бы, никакие препятствия не могут помешать их любви, даже их кастовые различия. Родители благословили их союз. Но надвигающаяся война несёт в себе трагическую угрозу. Такудзи ушёл на фронт. Как и все в селении, Киёно ежедневно с тревогой встречает почтальона, не принесёт ли он и ей похоронку, как многим другим односельчанам? Однажды почтальон приносит ей известие о ранении и госпитализации Такудзи. Киёно немедленно едет в госпиталь. Она забирает тяжелораненого Такудзи домой и длительное время выхаживает его, спрятав в уединённо стоящей в лесу избе. Но война ещё не закончилась. И как бы Киёно ни старалась оберечь и спрятать своего любимого, война пришла опять по его душу. Получена новая повестка. Киёно опять ждёт, но ей всё более страшно в этом ожидании, всё более невыносимо от горьких мыслей. Постепенно Киёно сходит с ума и, узнав о гибели возлюбленного, бросается со скалы в море.

## В ролях
- Рурико Асаока — Киёно Кусака
- Идзуми Асикава — Ясуко Нохара
- Дзюдзо Итами — Такудзи Ёсии
- Дайдзабуро Хирата — Сюдзи Ёсии
- Дзэндзи Ямада — старый рыбак
- Каё Мацуо — Аяно Кусака, сестра Киёно
- Нобуо Каваками — отец Ясуко
- Кёко Ириэ — мать Такудзи
- Дзюкити Уно — почтальон

## Премьеры
- — национальная премьера фильма состоялась 22 ноября 1964 года в Токио[1].
- — фильм демонстрировался в прокате СССР с февраля 1970 года[2].

## Комментарии
1. ↑  В советском прокате фильм демонстрировался с февраля 1970 года под названием «Пламя верности», р/у Госкино СССР № 2145/69 (до 15 июля 1976 года) — опубликовано: «Каталог фильмов действующего фонда. Выпуск II: Зарубежные художественные фильмы», Инф.-рекл. бюро упр. кинофикации и кинопроката комитета по кинематографии при Совете министров СССР, М.-1972, стр. 106. Под названием «Пламя преданности» фильм распространён на торрент-трекерах в сети Интернет.